# پرواز (یگان نظامی)

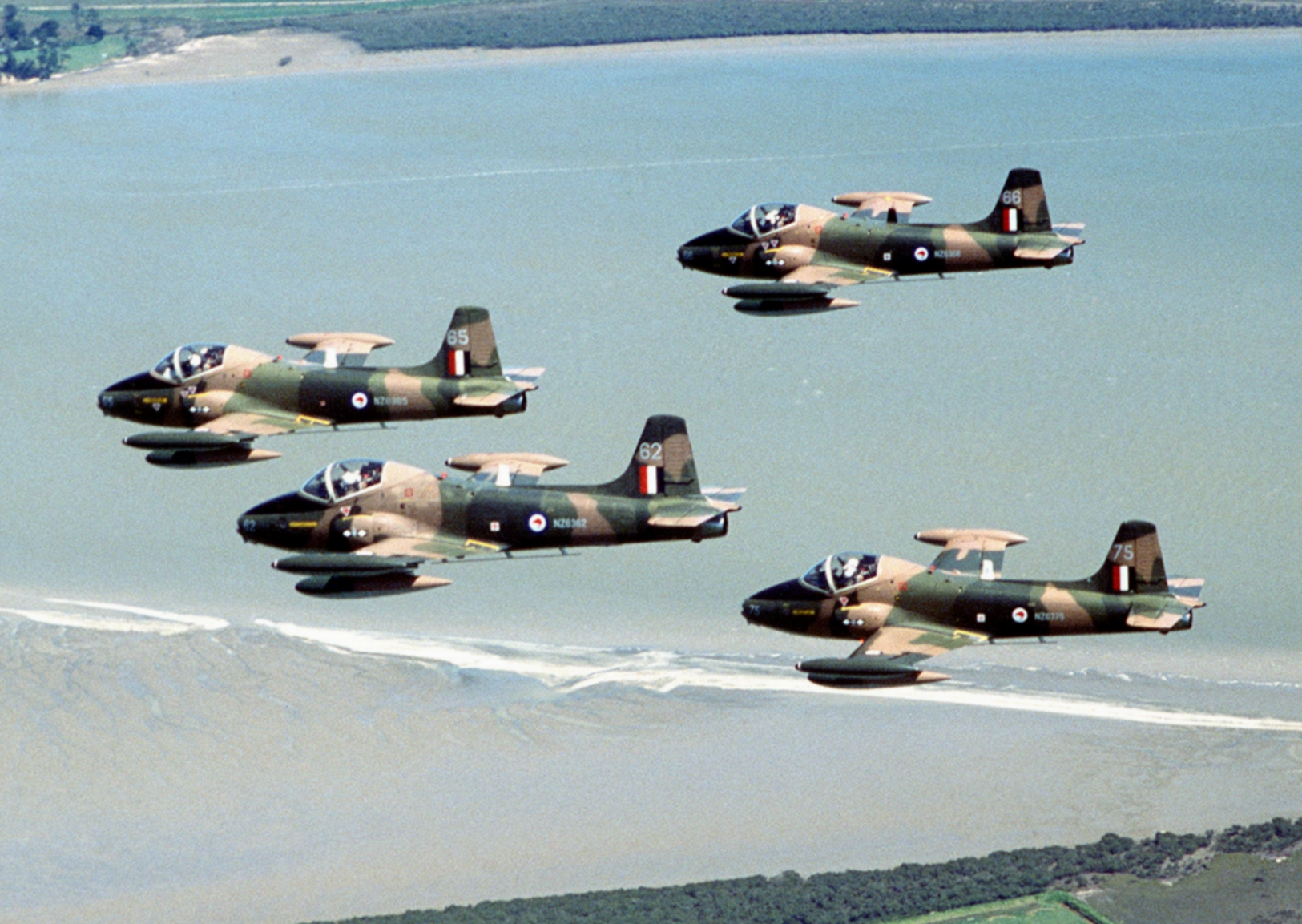
پرواز چهار فروند استرایک مستر نیروی هوایی سلطنتی نیوزیلند

پرواز (به انگلیسی: Flight) یا گروه پروازی یا دسته پروازی یک واحد نظامی کوچک در ساختار نیروی هوایی، هوانوردی دریایی یا سپاه هوایی ارتش است و اغلب تحت امر یک اسکادران (گردان هوایی) فعالیت می‌کند. یک دسته پروازی هواگرد نظامی اغلب از چهار هواپیما به همراه خدمه هوایی و کارکنان زمینی آنها تشکیل شده است، اگر چه دو تا شش هواپیما نیز ممکن است یک دسته پروازی را تشکیل دهند. در برخی از نمونه‌های بسیار خاص، یک پرواز ممکن است شامل دوازده هواپیما باشد، مانند پرواز یادبود نبرد بریتانیا از نیروی هوایی سلطنتی. اصطلاح "پرواز" همچنین یک واحد اساسی برای موشک‌های بالستیک قاره‌پیما است.